# Syedra (geslacht)
Syedra is een geslacht van spinnen uit de familie hangmatspinnen (Linyphiidae).

## Soorten
De volgende soorten zijn bij het geslacht ingedeeld:
- Syedra apetlonensis Wunderlich, 1992
- Syedra caporiaccoi Kolosváry, 1938
- Syedra gracilis (Menge, 1869)
- Syedra myrmicarum (Kulczyński, 1882)
- Syedra nigrotibialis Simon, 1884
- Syedra oii Saito, 1983
- Syedra parvula Kritscher, 1996
- Syedra scamba (Locket, 1968)